# Baciamo le mani (film)
Baciamo le mani è un film del 1973 diretto da Vittorio Schiraldi.
La pellicola è tratta dal romanzo omonimo dello stesso regista.

## Trama
Stefano Ferrante, figlio del capo mafia di Palermo Angelino, viene ucciso dall'emergente Gaspare Ardizzone perché si rifiutava di vendergli un terreno edificabile. Il vecchio Ferrante manda a chiamare dagli Stati Uniti Santino Billeci, ma questi viene ucciso da Ardizzone, il quale diventerà poco dopo capo famiglia. Masino, figlio del consigliere di Angelino Ferrante, si innamora di Mariuccia, la vedova di Stefano, che rimane incinta.
Per questo motivo, e perché le ha fatto vendere il terreno conteso, Mariuccia viene uccisa e Masino è indotto dallo stesso padre a suicidarsi. Angelino Ferrante è inviato al confino su denuncia di Gaspare Ardizzone, e allora Luca, cugino di Stefano, decide di farla finita: uccide un gruppo di avversari e si scontra con Ardizzone che, prima di essere ucciso, lo ferisce, per poi venire ucciso poiché ha trasgredito le regole.
Tornato clandestinamente dal confino, Angelino Ferrante va con il suo vecchio consigliere sul terreno pieno di edifici in costruzione: entrambi vengono uccisi fra l'indifferenza degli operai.

## Distribuzione
Fu distribuito a partire dal 23 febbraio 1973.

## Accoglienza
La prima proiezione del film a Palermo, con la presenza del regista, suscito vivaci polemiche; il pubblico contestò la rappresentazione del popolo siciliano con atteggiamento passivo, vittima della paura e impotente alla progressiva presa di potere delle organizzazioni mafiose.
(Vittorio Schiraldi)

### Critica
(Piero Perona)
(Giannalberto Bendazzi)